# Adisiella geniculata
Adisiella geniculata är en mångfotingart som beskrevs av Sergei I. Golovatch 1999. Adisiella geniculata ingår i släktet Adisiella och familjen fingerdubbelfotingar. Inga underarter finns listade i Catalogue of Life.